# Turbaco
Turbaco è un comune della Colombia facente parte del dipartimento di Bolívar.
Il centro abitato venne fondato da Alonso de Ojeda, Juan de la Cosa e Diego De Niquesa nel 1510, mentre l'istituzione del comune è del 1889.